# 황금의 태양: 열린 봉인
《황금의 태양: 열린 봉인》은 카멜롯이 개발하고 닌텐도가 배급한 2001년 롤플레잉 비디오 게임이다. 《황금의 태양》 시리즈 첫 번째 작품으로 닌텐도의 휴대용 게임기 게임보이 어드밴스로 제작됐다.
이후 반동인물의 시점에서 진행되는 후속작 《황금의 태양: 잃어버린 시대》가 2002년 출시됐다.

## 반응
《황금의 태양: 열린 봉인》은 메타크리틱과 게임랭킹스에서 모두 대체적으로 긍정적인 평가를 보이며 호평을 받았다.

### 성적
《황금의 태양: 열린 봉인》은 미국에서 74만 장, 일본에서 33.8만 장 가량이 판매됐다.

## 참조

### 내용주
1. ↑  일본어: 黄金の太陽 開かれし封印